# Cima d'Oin
La Cima d'Oin (in francese Cime d'Oin - 3.280 m s.l.m.) è una montagna della Catena Levanne-Aiguille Rousse nelle Alpi Graie situata sul confine tra l'Italia e la Francia.

## Ascensione alla vetta
Dal versante italiano si può partire dalla diga del Lago Serrù e passare dal Rifugio Pian della Ballotta.